# 無聲鈴鹿
無聲鈴鹿（日语：サイレンススズカ），是日本純種競賽馬匹。生涯活躍於中距離賽事，曾勝出1998年寶塚紀念。由於競賽生涯之中，因極具觀賞性的快放戰術而为人熟悉，因而被馬迷称为「異次元的逃亡者」（異次元の逃亡者），而牠的快放戰術，亦對2010年代後期的香港名駒馬克羅斯、歡樂之光，甚至乎2020年代初期的日本名駒本初之海，均有深远影響。

## 出賽前
1994年5月1日出生於北海道平取町稻原牧場，成長途中被馬主永井啟貳相中並購入。
其後交由栗東訓練中心練馬師橋田滿訓練。訓練期間被評價為「乖巧且悟性強的優等生性格」，但由於在與母馬分離時的焦慮產生的後遺症，無聲鈴鹿終其一生都有在馬房內原地向左側踏步轉圈的癖好。

## 競賽生涯

### 4歲（現3歲）
1997年2月1日出戰京都競馬場4歲新馬戰，比賽初段隨即搶佔位置進行快放並拋離對手，進入直路後仍然有餘力繼續加速，最終跑出全場最快末腳之下足足拉開第二名7馬位取得首勝。
其後出戰彌生賞，然而於入閘後，無聲鈴鹿突然由閘門下方鑽出並將騎師上村洋行甩落。事故發生後賽會立即派遣人員前往閘機處進行檢查，所幸人馬均無大礙之下其得以繼續出賽，但其需要被罰至最外檔發走。但於比賽開始後，其突然於閘內站立並組成漏閘，使得其於比賽初段需要於隊伍最後方追走，並於通過第三彎道後開始爬升。進入直路後，其經已處於先後約莫第三的位置，但於直路中段其因力盡開始失速，最終以第八完賽。
4月5日爲累積獎金出戰4歲500萬獎金以下條件戰，比賽初段其並未表現出如同上戰般的暴烈性格，意思穩定地進佔最前方的位置進行領放。進入直路後，一直和後方保持約莫2至3馬位的無聲鈴鹿接受騎師上村的指揮繼續加速，最終不斷拋離後方賽駒下再度以7馬位的巨大優勢獲勝。
其後陣營原定安排其出戰東京優駿（日本打吡）的前哨戰青葉賞，但受到球節炎的影響下，陣營爲求保險決定安排其轉戰一星期後且強度較低的公開賽主角錦標。比賽開始後，由於Kaishu Homare採取更積極的策略領放，因而無聲鈴鹿於初段處於第二的位置追走。進入直路後，其隨即由所處位置展開加速，於最後400米取得領先，後續保持速度下成功抵擋一同衝出的待兼福來及大外檔Running Gale的追擊，以頸位優勢取得冠軍。
6月1日乘勢出戰東京優駿，並落後於目白光明、Running Gale及御用律師取得第四人氣。比賽開始後，其並未搶佔位置進行領放，而是閃入內欄位置跟隨前方的陽光拜仁及Fujiyama Bizan於第三的位置推進。然而進入直路後，其並未能由所在位置衝出，且於最後150米時候突然失速被後方來襲的馬群超越，最終以第九落敗。
經過夏季的放草後，其於秋季在神戶新聞盃復出。比賽開始後，其繼續採取領放戰術，並於前1000米做出59.3秒的較快步速，於賽道上始終保持約莫3馬位的領先。進入直路後，其仍然保持穩定的衝刺速度，並於最後200米將差距拉開至4馬位。然而此時外檔的待兼福來以凌厲的勢頭爆發出恐怖的末腳，無聲鈴鹿無法抵擋對手的追擊下被超越，最終以1 1/4馬位差距落敗。
其後按照計劃出戰秋季天皇賞，於初段選擇快放之下做出前1000米58.5秒的快步速，並一直拋離後方第二名的吹波糖約7馬位的距離。然而進入直路後，其因力弱以速度銳減，最終於最後100米相繼被氣槽、吹波糖、真誠、欽點及美食先驅超越，僅能跑獲第六。
11月16日出戰一哩冠軍賽，並於比賽初段和同期的櫻花賞馬協榮三月互相爭奪位置形成雙快放的局面，並於前1000米做出56.5秒的超快步速。但通過第三彎道後，無聲鈴鹿的馬鞍突然移位，導致鞍上的騎師河內洋無法繼續保持正常的騎行姿勢下不斷失速後退，最終以生涯最差的第十五完賽。
其後陣營安排其遠征香港出戰香港國際盃，由於本次比賽強敵衆多，其僅於賽前獲得第八人氣。比賽開始後，由於參戰賽駒之中除無聲鈴鹿本身外缺乏典型的領放馬，因而其於比賽初段輕鬆進佔位置施展快放戰術，並於進入直路時經已累積3馬位的領先優勢。進入直路後，其仍然保持速度繼續處於先頭，但於最後100米時候被其他賽駒超越，最終僅以第五完賽。

### 5歲（現4歲）
進入1998年，陣營決定安排其縮程出戰公開賽情人節錦標，於其中再度展現其熟悉的快放戰術於前方推進，但於第三彎道時稍爲減速緩和節奏。進入直路後，其重新加速衝刺並成功拋離後方的賽駒，最終以4馬位優勢獲勝。值得一提的是，從上一場香港瓶起擔任無聲鈴鹿主戰騎師的武豐對鈴鹿的評價極高，認為牠是一匹擁有全賽程維持快放戰術優勢資質的良駒。即使在多年後，武豐也一再的在採訪中稱鈴鹿為「數十年難得一見」、「足以挑戰國際一流賽事」以及「自己賽馬生涯中最為難忘」的賽駒。
三星期後其出戰和情人節錦標同樣路程的中山紀念，於比賽初段繼續將快放戰術發揮，通過前1000米標示時經已和後方由約10馬位的距離。進入直路後，縱然其開始表現出力弱且稍微減速，但仍然可以憑借比賽初段累積的優勢抵擋後方對手的來襲，最終以拉開後方1 3/4馬位姿態取得首個分級賽冠軍。
4月18日出戰小倉大賞典，縱然其需要背負57.5公斤的頂磅，其仍然可以於比賽初段以前1000米57.5秒的超快步速快放。進入直路後，其仍然保持高步速推進並不斷拋離後方賽駒，最終以1分46.5秒的破紀錄時間再下一城。
贏得小倉大賞典後，其出戰金鯱賞，並於其中再度快放的姿態拋離全場對手，最終以破紀錄的1分57.8秒完賽時間及1秒的大差優勢率先衝線，奪得第三個分級賽冠軍。
7月12日出戰寶塚紀念，由於主戰騎師武豐選擇策騎另一匹由其主戰的賽駒氣槽，因而由南井克巳代打策騎。雖然本次比賽賽前發生目白光明暴走的事故，但無聲鈴鹿之狀態未被影響，於比賽初段仍然保持冷靜進行快放，以58.6秒的快步速通過頭1000米。通過第三彎道時候，騎師南井眼見其經已累積8馬位左右的優勢，因而選擇於進入其後減慢無聲鈴鹿的速度，讓其可以保留些少體力用於直路。進入直路後，雖然無聲鈴鹿速度漸漸減慢且後方的黃金旅程及氣槽逐步殺上，但其仍然可以以沉穩的步伐抵擋對手的追擊，最終以3/4馬位優勢取得首個一級賽冠軍。
10月11日以每日王冠作爲秋季起動戰，賽前以1.4倍的獨贏賠率取得第一人氣。比賽開始後，其於前1000米以超級高速快放，不斷將自身和後方馬匹的距離拉開。進入直路後，雖然其於比賽初段不斷衝刺，但其速度仍然不減，甚至可以跑出全場第二快的後600秒35.1秒末腳速度，最終成功抵擋後方追擊的神鷹，以2 1/2馬位優勢奪得冠軍。由於本賽上演了無聲鈴鹿、神鷹與草上飛三匹90年代後期名駒的正面對決，因而本場賽事和1989年每日王冠中小栗帽與稻荷一、1996年阪神大賞典中成田拜仁和摩耶重炮的對決一同被評價為精典度媲美一級賽的「最高規格二級賽」之一。
贏得每日王冠後，其於11月1日出戰秋季最大目標秋季天皇賞，賽前因爲目前六連勝的戰績及絕佳的體態而獲得第一人氣。比賽開始後，出閘順利的無聲鈴鹿按照一貫節奏快放，做出前1000米57.4秒的超快步速之下於第三彎道時經已領先約10馬位。然而當其通過東京競馬場第三彎道處的大櫸樹向第四彎道進發時，其突然失速並向賽道外圍逸走，最終被賽會判處比賽中止。賽事完結後經醫療團隊檢查後判定爲左前腳腳根粉碎性骨折，確認爲予後不良後被施以安樂死，享年僅5歲，此事件亦被大衆稱爲「沉默的星期日」（沈黙の日曜日）。
年末，爲表彰其於年間做出的優異戰績及緬懷，其被頒發JRA賞特別賞。
而於隔年亦即1999年的寶塚紀念，資深賽馬評述員兼本場比賽的現場評述員杉本清在其賽前慣例的「我的夢想」預報中，異例且感性地作出了「您的夢想是特別週還是草上飛呢？我的夢想，是無聲鈴鹿。儘管這是無法實現的夢想，但我依然想看到牠再一次在這個舞台奔馳的模樣。」（あなたの夢はスペシャルウィークかグラスワンダーか。私の夢は、サイレンススズカです。夢、叶わぬとはいえ、もう一度この舞台でダービー馬やグランプリホースと走ってほしかった。）的發言，被視爲對無聲鈴鹿最高的悼念。

### 詳細賽績
| 日期       | 舉辦國家/地區 | 馬場 | 距離   | 級別 | 賽事名稱         | 負重 | 騎師     | 馬號 | 出馬 | 名次     | 時間     | 頭馬（二馬）         |
| ---------- | ------------- | ---- | ------ | ---- | ---------------- | ---- | -------- | ---- | ---- | -------- | -------- | -------------------- |
| 1/2/1997   | 日本          | 京都 | 草1600 |      | 4歲新馬          | 55   | 上村洋行 | 1    | 11   | 1        | 1:35.2   | （Pulsebeat）        |
| 2/3/1997   | 日本          | 中山 | 草2000 | GII  | 彌生賞           | 55   | 上村洋行 | 8    | 14   | 8        | 2:03.7   | Running Gale         |
| 5/4/1997   | 日本          | 阪神 | 草2000 |      | 4歲500萬獎金以下 | 55   | 上村洋行 | 5    | 12   | 1        | 2:03.0   | （Long Miguel）      |
| 10/5/1997  | 日本          | 東京 | 草2200 | OP   | 主角錦標         | 56   | 上村洋行 | 11   | 16   | 1        | 2:13.4   | （待兼福來）         |
| 1/6/1997   | 日本          | 東京 | 草2400 | GI   | 東京優駿         | 57   | 上村洋行 | 8    | 17   | 9        | 2:27.0   | 陽光拜仁             |
| 15/9/1997  | 日本          | 阪神 | 草2000 | GII  | 神戶新聞盃       | 56   | 上村洋行 | 8    | 11   | 2        | 2:00.2   | 待兼福來             |
| 26/10/1997 | 日本          | 東京 | 草2000 | GI   | 秋季天皇賞       | 56   | 河内洋   | 9    | 16   | 6        | 2:00.0   | 氣槽                 |
| 16/11/1997 | 日本          | 京都 | 草1600 | GI   | 一哩冠軍賽       | 55   | 河内洋   | 10   | 18   | 15       | 1:36.2   | 大樹快車             |
| 14/12/1997 | 香港          | 沙田 | 草2000 | GII  | 香港國際盃       | 56.5 | 武豐     | 1    | 14   | 4        | 1:47.5   | 威太子               |
| 14/2/1998  | 日本          | 東京 | 草1800 | OP   | 情人節錦標       | 55   | 武豐     | 12   | 12   | 1        | 1:46.3   | （Horse's Neck）     |
| 15/3/1998  | 日本          | 中山 | 草1800 | GII  | 中山紀念         | 56   | 武豐     | 9    | 9    | 1        | 1:48.6   | （羅生武士）         |
| 18/4/1998  | 日本          | 中京 | 草1800 | GIII | 小倉大賞典       | 57.5 | 武豐     | 14   | 16   | 1        | 1:46.5   | （Tsurumaru Gaisen） |
| 30/5/1998  | 日本          | 中京 | 草2000 | GII  | 金鯱賞           | 58   | 武豐     | 5    | 9    | 1        | 1:57.8   | （午夜博彩）         |
| 12/7/1998  | 日本          | 阪神 | 草2200 | GI   | 寶塚紀念         | 58   | 南井克巳 | 13   | 13   | 1        | 2:11.9   | （黃金旅程）         |
| 11/10/1998 | 日本          | 東京 | 草1800 | GII  | 每日王冠         | 59   | 武豐     | 2    | 9    | 1        | 1:44.9   | （神鷹）             |
| 1/11/1998  | 日本          | 東京 | 草2000 | GI   | 秋季天皇賞       | 58   | 武豐     | 1    | 12   | 比賽中止 | 比賽中止 | 越位陷阱             |

## 血統簡介
父系週日寧靜是美國三冠賽雙料冠軍馬，退役後在日本配種，在日本馬壇相當成功，贏得多項分級賽事，其子嗣贏得巨額獎金，連續12年成為日本冠軍種馬。祖父Halo為美國賽駒，曾贏得一級賽冠軍，爲美國冠軍種馬。
母系Wakia為美國賽駒，生涯戰績不俗，曾勝出七場頭馬並於當地表列賽跑獲季軍。外祖父Miswaki為美國生產的法國賽駒，生涯戰績不俗，曾勝出一級賽撒拉曼德大賽。

### 血統表
| 父線：週日寧靜系（Halo系）    |                              |                    |                |
| 種馬 週日寧靜 1986年（棕色）  | Halo 1969年（棕色）          | Hail to Reason     | Turn-to        |
| 種馬 週日寧靜 1986年（棕色）  | Halo 1969年（棕色）          | Hail to Reason     | Nothirdchance  |
| 種馬 週日寧靜 1986年（棕色）  | Halo 1969年（棕色）          | Cosmah             | Cosmic Bomb    |
| 種馬 週日寧靜 1986年（棕色）  | Halo 1969年（棕色）          | Cosmah             | Almahmoud      |
| 種馬 週日寧靜 1986年（棕色）  | Wishing Well 1975年（棗色）  | Understanding      | Promised Land  |
| 種馬 週日寧靜 1986年（棕色）  | Wishing Well 1975年（棗色）  | Understanding      | Pretty Ways    |
| 種馬 週日寧靜 1986年（棕色）  | Wishing Well 1975年（棗色）  | Mountain Flower    | Montparnasse   |
| 種馬 週日寧靜 1986年（棕色）  | Wishing Well 1975年（棗色）  | Mountain Flower    | Edelweiss      |
| 繁殖雌馬 Wakia 1987年（棗色） | Miswaki 1978年（栗色）       | 淘金者             | Raise a Native |
| 繁殖雌馬 Wakia 1987年（棗色） | Miswaki 1978年（栗色）       | 淘金者             | Gold Digger    |
| 繁殖雌馬 Wakia 1987年（棗色） | Miswaki 1978年（栗色）       | Hopespringseternal | Buckpasser     |
| 繁殖雌馬 Wakia 1987年（棗色） | Miswaki 1978年（栗色）       | Hopespringseternal | Rose Bower     |
| 繁殖雌馬 Wakia 1987年（棗色） | Rascal Rascal 1981年（棗色） | Ack Ack            | Battle Joined  |
| 繁殖雌馬 Wakia 1987年（棗色） | Rascal Rascal 1981年（棗色） | Ack Ack            | Fast Turn      |
| 繁殖雌馬 Wakia 1987年（棗色） | Rascal Rascal 1981年（棗色） | Savage Bunny       | Never Bend     |
| 繁殖雌馬 Wakia 1987年（棗色） | Rascal Rascal 1981年（棗色） | Savage Bunny       | Tudor Jet      |
| 雌系：號族：9-a               |                              |                    |                |
| 五代內近親交配：Turn-to 4×5   |                              |                    |                |

## 命名由來
名字中，Silence（サイレンス）帶有沉默、寧靜等意思，聯想自父系週日寧靜的名字，Suzuka（スズカ）是馬主永井啟貳的冠名，出自其出生地三重县菰野町附近的鈴鹿山脈，香港結合兩部分，以「無聲鈴鹿」作為翻譯。

## 外部連結
- 無聲鈴鹿 netkeiba.com （页面存档备份，存于）
- 血統表 （页面存档备份，存于）